# 2011 UG412
2011 UE411, também escrito como 2011 UG412, é um objeto transnetuniano que está localizado no Cinturão de Kuiper, uma região do Sistema Solar. Ele possui uma magnitude absoluta de 7,7 e tem um diâmetro estimado com cerca de 127 km.

## Descoberta
2011 UG412 foi descoberto no dia 26 de outubro de 2011 pelo astrônomo M. Alexandersen.

## Órbita
A órbita de 2011 UG412 tem uma excentricidade de 0,153 e possui um semieixo maior de 46,351 UA. O seu periélio leva o mesmo a uma distância de 39,280 UA em relação ao Sol e seu afélio a 53,422 UA.